# クナクサの戦い
クナクサの戦い（クナクサのたたかい, Battle of Cunaxa）は、紀元前401年9月3日、アケメネス朝ペルシアの時代に、バビロン近郊のクナクサで行われた戦い。ダレイオス2世の子、ペルシア王アルタクセルクセス2世が、弟キュロスの反乱軍を破った。キュロスの反乱軍にはクセノポンがギリシア傭兵の一員として参加しており、キュロス軍の出陣から、ギリシア傭兵のペルガモンへの帰還までの顛末を『アナバシス』に書き残した。

## 背景
紀元前401年、兄アルタクセルクセス2世ではなく自分こそが王たるにふさわしいと考えていたキュロスは王に対して反乱を起こした。彼はギリシア人傭兵を雇い入れ、手持ちの軍と合わせてペルシアの心臓部へ向け、サルディスを発った。一方アルタクセルクセスも軍を動員し、迎撃に向かった。そして両者はバビロンの北70キロに位置するユーフラテス河畔のクナクサで対峙した。なお、『アナバシス』には両軍の兵力についての記述があるが、明らかに誇張を含んでいる（アルタクセルクセスの率いる軍は90万人以上とある）。

## 会戦
戦いはキュロス軍右翼のギリシア人傭兵部隊の突撃で始まった。ギリシア人傭兵部隊は前面のペルシア王軍左翼を圧倒し、それを追撃した。続いて他の部隊も交戦し、キュロスも麾下の騎兵600騎を率いて剣戟に身を晒して自ら戦った。当初キュロスは敵を圧倒したが、敵を追うあまり隊は分散してしまい、キュロスの周りが手薄になった。そのために彼は敵の槍を受け、戦死した。こうして司令官を失ったキュロス軍は退却に転じた。

## その後
その後、残ったキュロス軍はペルシア王に恭順の姿勢を示したが、ギリシア人傭兵部隊はそうはせず、ギリシア本土へ帰ろうとした。